# 勝利紀念碑 (貝爾格勒)

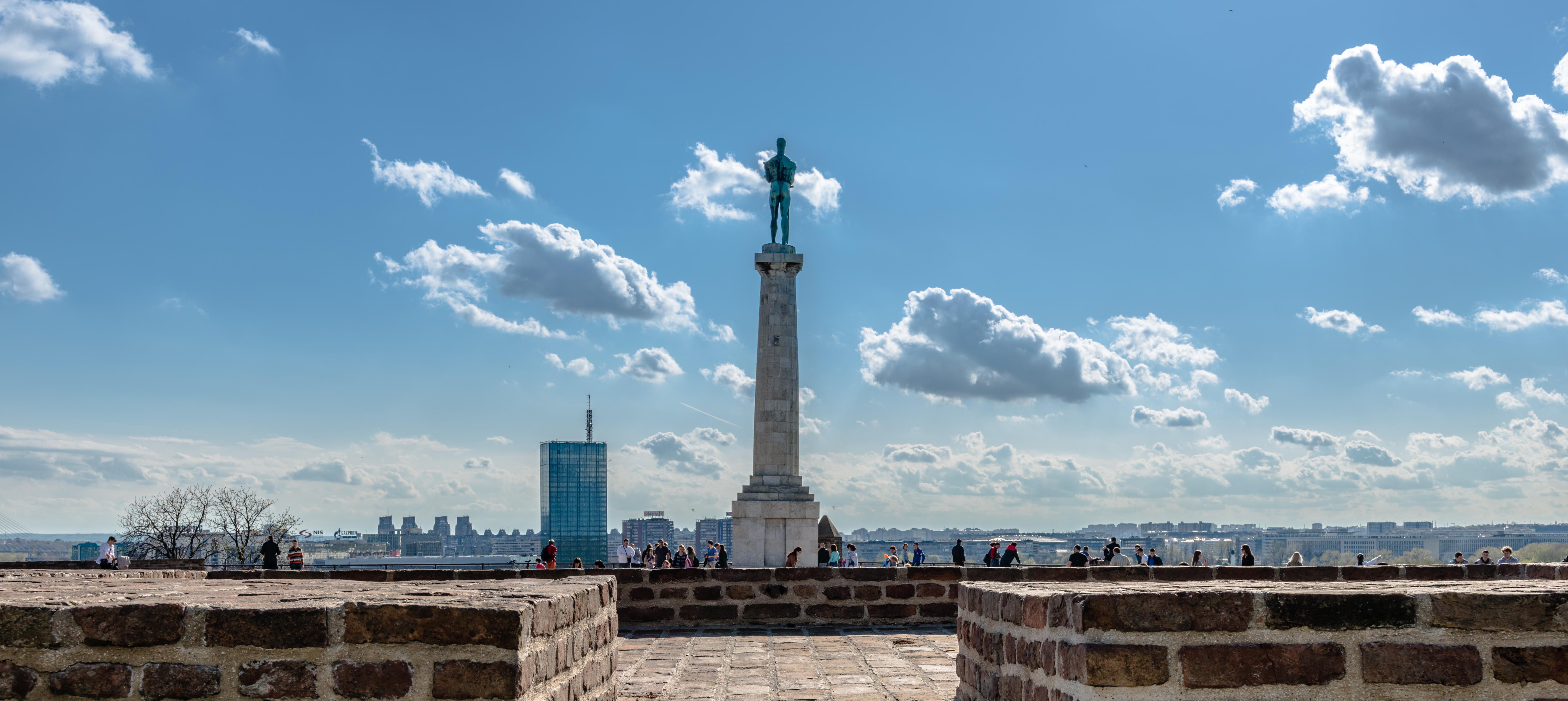
勝利紀念碑

勝利紀念碑是塞爾維亞貝爾格勒貝爾格勒要塞內的一座紀念碑，紀念塞爾維亞在巴爾幹戰爭中戰勝鄂圖曼帝國以及在第一次世界大戰中戰勝奧匈帝國。勝利紀念碑修建於1928年，高14米。勝利紀念碑是貝爾格勒最知名的旅遊景點和地標之一。